# Funaria tenella
Funaria tenella är en bladmossart som beskrevs av C. Müller 1879. Funaria tenella ingår i släktet spåmossor, och familjen Funariaceae. Inga underarter finns listade i Catalogue of Life.